# 马培华
马培华（1949年8月—），江苏溧阳人，中华人民共和国化學家及政治人物，原副国级领导人。东北工学院有色金属冶金系冶金物理化学专业毕业，日本京都工艺纤维大学博士，研究员。

## 生平
1968年，任西北冶金地质八队工人。1970年，任青海山川机床铸造厂工人。1973年，在东北工学院有色金属冶金系冶金物理化学专业学习。
1976年，进入中国科学院青海盐湖研究所，任研习员。1986年，任助理研究员。1990年，任所长助理、副研究员。1991年，任副所长、副研究员（1986年至1993年四次到日本理化学研究所参与合作研究，1993年获日本京都工艺纤维大学研究生院无机化学专业理学博士学位）。1995年，任常务副所长、研究员。1998年，任常务副所长、博士生导师。
1999年，任青海省人民政府省长助理，盐湖研究所常务副所长、所长。1999年，任青海省副省长，盐湖研究所所长（至2003年）。2001年12月加入中国民主建国会，兼任民建青海省委主委（至2008年）。2002年12月，中国民主建国会第八次全国代表大会在北京召开，他出任副主席。2007年，任民建中央专职副主席。2007年12月，中国民主建国会第九次全体代表大会在北京举行。12月20日，大会选举产生新一届中央委员会，他当选为常务副主席。2008年，任第十一届全国政协副秘书长（兼职），民建中央常务副主席（按部长级待遇）。2008年10月17日，中国工会十五大在北京开幕。同年10月19日，大会选举产生中华全国总工会第十五届执行委员会和经费审查委员会。10月20日，中华全国总工会第十五届执行委员会第一次全体会议选举他出任副主席。2009年，兼任中华职业教育社副理事长。2009年8月，中华职业教育社第十次全国代表大会召开，他出任中华职业教育社第十届理事会常务理事。2013年，任第十二届全国政协副主席，中华职业教育社副理事长。2016年12月，任民建中央第一副主席。